# Заболотье (Гдовский район)
Заболотье — деревня в Гдовском районе Псковской области России. Входит в состав Самолвовской волости Гдовского района.
Расположена на юго-западе района, на побережье реки Ремда (в 0,5 км от её впадения в Желчу), в 7 км к востоку от волостного центра Самолва, в 2,5 км к северо-западу от деревни Ремда.

## Население
Численность населения деревни на 2000 год составляла 7 человек, по переписи 2002 года — 5 человек.

## История
До 2005 года деревня входила в состав ныне упразднённой Ремдовской волости.